# Генерал-губернатор
Генерал-губернатор (на английски Governor-General, в Канада и Индия - Governor General) е висша политическа и административна длъжност. Исторически и в настоящо време терминът се използва за обозначаване на представителя на монарх, президент или правителство, за управление на няколоко територии, предимно в колониалните държави. Използва се предимно в страните от Британската империя и техните колонии. Например длъжността Геренал-губернатор на Индия, съществува от 1773 до 1950 година. В конституциите на някои държави, длъжността Генерал-губернатор се определя като „Представител на Короната“. Неформално, често се използва и терминът вицекрал.
По Органическия устав на Източна Румелия начело на автономната провинция на Османската империя стои главен управител, наричан често и генерал-губернатор. Постът е заеман от Александър Богориди (1880-1884) и Гаврил Кръстевич (1884-1885).
Холандската монархия също използва термина Генерал-губернатор за главата на своите задокеанските владения, например за Аруба и Холандски Антили.
В Руската империя титлата се използва от 1703 до 1917 година, за висша длъжност – глава на администрацията на дадена губерния.
Сега титлата Генерал-губернатор се използва в страните, на които Чарлз III е държавен глава.

## Власт
Генерал-губернаторът може да използва почти цялата власт която има и кралят. Например през 1975 година, генерал-губернаторът на Австралия, сър Джон Кер, уволнява премиер-министъра на Австралия - Гоуг Уитлам.
| Държавна единица                 |
| -------------------------------- |
| Канада \| 1867                   |
| Австралия\| 1901                 |
| Нова Зеландия \|1917             |
| Ямайка \|1962                    |
| Барбадос \|1966                  |
| Бахами \|1973                    |
| Гренада \|1974                   |
| Папуа - Нова Гвинея \|1975       |
| Соломонови острови \|1978        |
| Тувалу \|1978                    |
| Сейнт Лусия \|1979               |
| Сейнт Винсент и Гренадини \|1979 |
| Антигуа и Барбуда \|1981         |
| Белиз \|1981                     |
| Сейнт Китс и Невис \|1983        |

Генерал-губернаторът обикновено е човек с високи отличия и заслуги към Короната. Често е политик в оставка, съдия или военен. В някои страни са избирани спортисти, свещеници, учени, филантропи, журналисти и други.
Генерал-губернаторът се назначава формално от краля по молба на премиер-министъра.
В Папуа - Нова Гвинея и Соломоновите острови парламентът избира Генерал-губернатора.